# Atletismo nos Jogos Pan-Americanos de 1999 - 400 m com barreiras masculino
As provas dos 400 m com barreiras masculino nos Jogos Pan-Americanos de 1999 foram realizadas em 27 e 28 de julho de 1999.

## Medalhistas
| Ouro                          | Prata                          | Bronze                              |
| Eronilde de Araújo BRA Brasil | Eric Thomas USA Estados Unidos | Torrance Zellner USA Estados Unidos |

## Resultados

### Eliminatórias
Classificação: Os três primeiros de cada eliminatória (Q) e os próximos dois melhores (q) classificaram para a final.
| Posição | Eliminatória | Nome               | Nacionalidade            | Tempo | Notas |
| ------- | ------------ | ------------------ | ------------------------ | ----- | ----- |
| 1       | 2            | Eric Thomas        | USA Estados Unidos       | 48.71 | Q     |
| 2       | 1            | Eronilde de Araújo | BRA Brasil               | 48.83 | Q     |
| 2       | 2            | Félix Sánchez      | DOM República Dominicana | 48.83 | Q     |
| 4       | 1            | Torrance Zellner   | USA Estados Unidos       | 49.35 | Q     |
| 5       | 2            | Cleverson da Silva | BRA Brasil               | 49.68 | Q     |
| 6       | 2            | Omar Brown         | JAM Jamaica              | 49.85 | q     |
| 7       | 2            | Alexandre Marchand | CAN Canadá               | 49.97 | q     |
| 8       | 1            | Monte Raymond      | CAN Canadá               | 50.02 | Q     |
| 9       | 1            | Carlos Zbinden     | CHI Chile                | 50.26 |       |
| 10      | 1            | Victor Houston     | BAR Barbados             | 50.73 |       |
| 11      | 2            | Paul Tucker        | GUY Guiana               | 51.09 |       |
| 12      | 1            | Domingo Cordero    | PUR Porto Rico           | DNF   |       |

### Final
| Posição          | Nome               | Nacionalidade            | Tempo | Notas |
| ---------------- | ------------------ | ------------------------ | ----- | ----- |
| Medalha de ouro  | Eronilde de Araújo | BRA Brasil               | 48.23 | PR    |
| Medalha de prata | Eric Thomas        | USA Estados Unidos       | 48.40 |       |
| 3                | Torrance Zellner   | USA Estados Unidos       | 48.45 |       |
| 4                | Félix Sánchez      | DOM República Dominicana | 48.60 |       |
| 5                | Cleverson da Silva | BRA Brasil               | 49.10 |       |
| 6                | Omar Brown         | JAM Jamaica              | 49.37 |       |
| 7                | Monte Raymond      | CAN Canadá               | 49.80 |       |
| 8                | Alexandre Marchand | CAN Canadá               | 50.10 |       |